# Karl-Heinz Wiesemann
Karl-Heinz Wiesemann, né le 1er août 1960 à Herford (Rhénanie-du-Nord-Westphalie), est un prélat catholique allemand, évêque de Spire depuis 2007.

## Biographie
Troisième d'une famille de quatre enfants, Karl-Heinz Wiesemann grandit à Enger en Westphalie et étudie, entre 1979 et 1986, la théologie catholique et la philosophie à Paderborn et à Rome. Il complète sa formation et reçoit le sacrement de l'ordination sacerdotale du cardinal Franz König, le 10 octobre 1985. De 1986 à 1990 il travaille comme vicaire à Geseke. Il obtient ensuite son doctorat à l'Université pontificale grégorienne de Rome avec une thèse sur Karl Adam, Romano Guardini et Erich Przywara. Entre 1994 et 1999, il occupe la charge d'administrateur de la paroisse de Sainte Marie-Madeleine à Menden puis, en 1999, il est doyen de la paroisse de Saint-Pierre à Brilon.

### Épiscopat
Le 4 juillet 2002, le pape Jean-Paul II le nomme évêque titulaire de Macriana Minor et évêque auxiliaire de Paderborn. Il est consacré le 8 septembre 2002 en la cathédrale de Paderborn par Mgr Joachim Wanke, ses coconsécrateurs sont Mgrs Hans-Josef Becker et Paul Consbruch (de).
En 2003, il est nommé chanoine. À partir de 2004 il est vicaire épiscopal et membre de l'Ordre équestre du Saint-Sépulcre de Jérusalem.
En 2004, il est nommé Grand officier de l'ordre équestre du Saint-Sépulcre de Jérusalem par le cardinal Carlo Furno.
Le 19 décembre 2007, le pape Benoît XVI le nomme évêque de Spire, son installation solennelle a lieu le 2 mars 2008, en la cathédrale de Spire.
Le 7 octobre 2011, les membres de la Conférence épiscopale allemande le nomment président de la Commission de la Jeunesse. Il est également membre de la Commission pour l'œcuménisme.

## Publications
- Zerspringender Akkord : das Zusammenspiel von Theologie und Mystik bei Karl Adam, Romano Guardini und Erich Przywara als theologische Fuge., Echter, 2000,  (ISBN 3429021839) ;
- Mit Jesus auf dem Weg, avec Brigitte Trilling, Bonifatius-Druckerei, Paderborn, 2002,  (ISBN 3897101963).